# Ernst von Pfuel
Ernst Heinrich Adolf von Pfuel (Müncheberg, 3 novembre 1779 – Berlino, 3 dicembre 1866) è stato un generale e politico prussiano, nonché ministro della guerra e ministro presidente.

## Biografia
Pfuel nacque a Jahnsfelde (oggi parte di Müncheberg), Brandeburgo. Fu comandante di Colonia e del settore prussiano di Parigi dal 1814 al 1815, durante le guerre napoleoniche. In seguito Pfuel divenne governatore di Berlino e del Canton Neuchâtel in Svizzera.
Pfuel sostituì Karl Wilhelm von Willisen come commissario speciale reale di re Federico Guglielmo IV di Prussia, durante la Sollevazione della Grande Polonia (1848). Fu membro dell'Assemblea nazionale prussiana del 1848, e sempre nello stesso anno divenne Ministro presidente della Prussia dal 7 settembre al 2 novembre, oltre ad essere ministro della guerra.
Pfuel era molto amico di Heinrich von Kleist. Fu anche un innovatore della tecnica natatoria della rana, nonché il fondatore della prima scuola di nuoto militare al mondo, a Praga nel 1810. Dal 1816 fu membro della Gesetzlose Gesellschaft zu Berlin. Morì a Berlino.